# ماديسون جبريل
ماديسون جبريل (بالإنجليزية: Maddison Gabriel)‏ هي عارضة أسترالية، ولدت في 16 سبتمبر 1994 في Tugun, Queensland ‏ في أستراليا.